# جون جيلارد
جون جيلارد (بالإنجليزية: John Gaillard)‏ هو سياسي أمريكي، ولد في 5 سبتمبر 1765 في مقاطعة بيركلي في الولايات المتحدة، وتوفي في 26 فبراير 1826 في واشنطن العاصمة في الولايات المتحدة. حزبياً، نشط في الحزب الجمهوري الديمقراطي. وقد انتخب عضو مجلس الشيوخ الأمريكي.